# Museu do Supremo Tribunal Federal
O Museu do Supremo Tribunal Federal, atualmente denominado Museu Ministro Sepúlveda Pertence é um museu brasileiro cujo acervo é de pertinência temática da cultura histórico-jurídico do Brasil, em geral, e do STF em particular.

## História
Foi inaugurado em 18 de setembro de 1978, data comemorativa do sesquicentenário da Corte, na gestão do presidente Carlos Thompson Flores. É responsável pela guarda e conservação dos bens histórico-culturais, o resgate e a comunicação da História da Suprema Corte, suas antigas sedes e de seus Ministros.

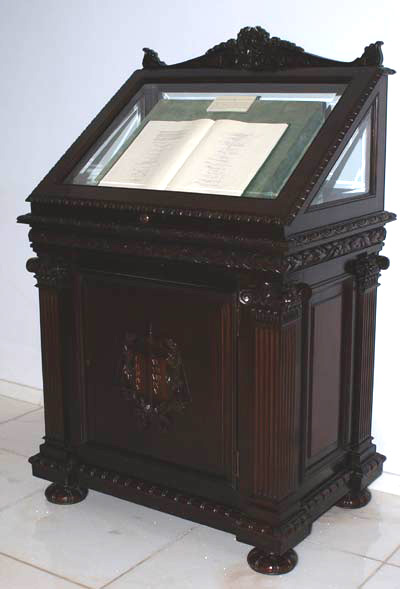
Móvel que guarda um exemplar original da Constituição de 1988 do Brasil no Museu do STF.

Ainda pode ser encontrada no Museu a toga usada pelo ministro do STF Francisco Rezek, quando passou a compor o Tribunal Internacional de Justiça, sediado em Haia, nos Países Baixos.